# Besszarábia
Besszarábia (románul Basarabia, ukránul Бессарабія [Besszarabija], régi magyar neve: Bazarábföld) a Prut, a Dnyeszter, és a Duna-delta által határolt terület, amely jórészt megegyezik a mai Moldovai Köztársasággal, kisebb északi  része azonban 1940-ben a Szovjetunióhoz, 1991-ben pedig Ukrajnához került. Besszarábia déli részét a bolgárok és gagauzok Budzsáknak nevezik.

## Földrajz

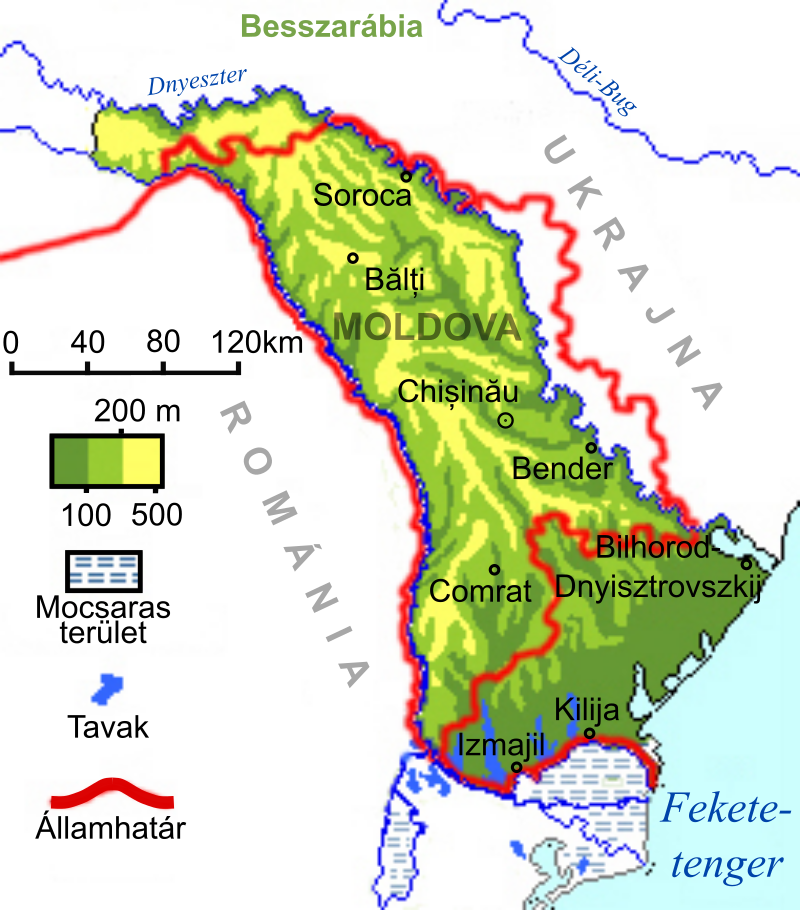
Domborzati térkép

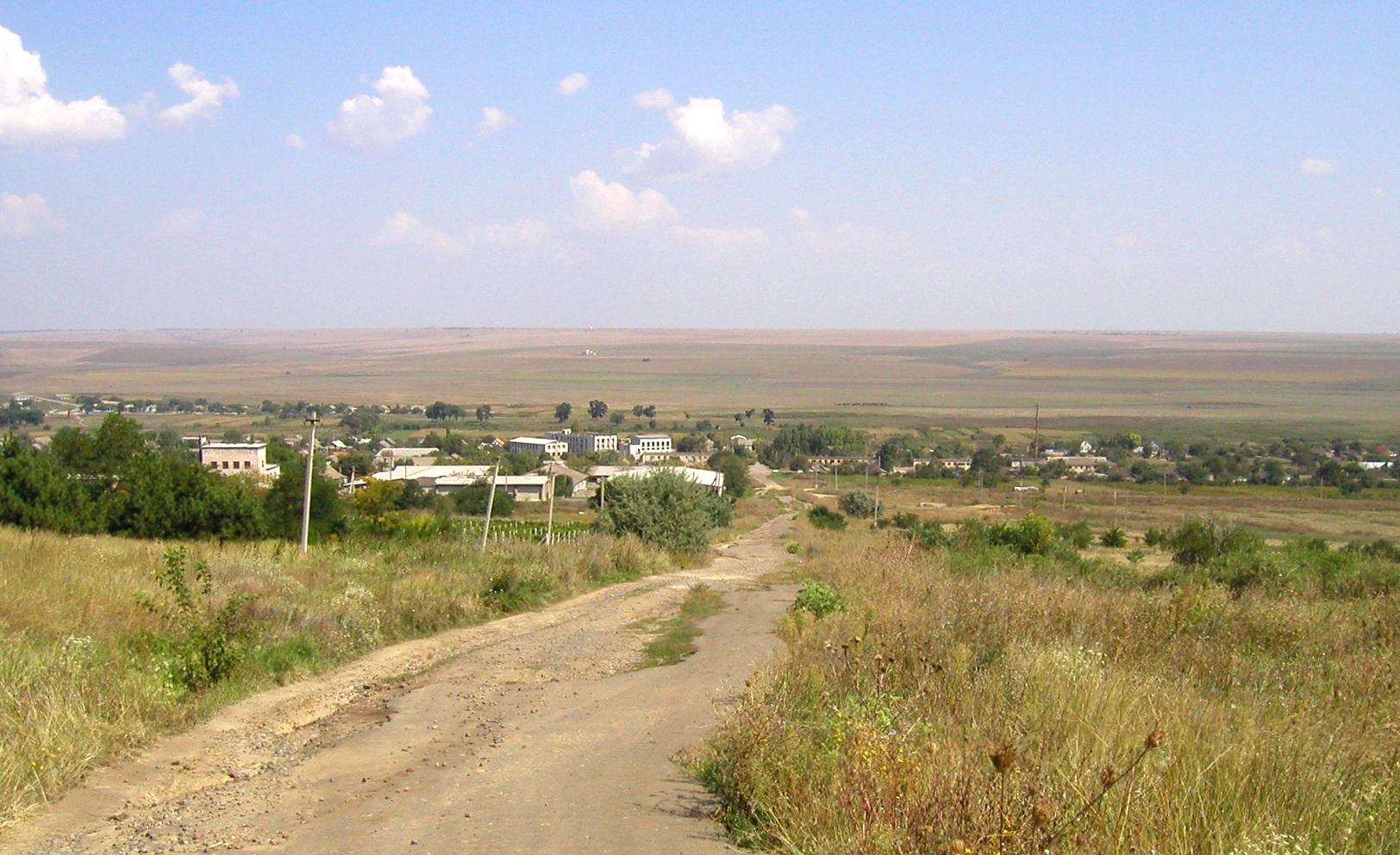
Besszarábiai táj

A Duna-delta, a Prut, a Dnyeszter és a Fekete-tenger között elterülő régió földrajzilag a Podóliai-hátság dél felé lejtő déli része és a Fekete-tengermelléki-alföld nyugati része. A hátság sztyeppi, a Duna és a Fekete-tenger mellett mocsaras jellegű.
Földje termékeny. Éghajlata mérsékelt kontinentális.

## Történelme
A terület névadója ugyanaz a dinasztia-alapító Basarab, amely Havasalföldet is állammá szervezte, és szembeszállt Károly Róbert királyunkkal. A 14. században Besszarábia déli része valószínűleg Havasalföldhöz tartozott. Maga a Basarabia név utal a Basarabokra, míg a Besszarábia sokkal inkább oroszos jellegű és a „termékenység” szóval van összefüggésben, ami teljesen igaz volt a tartományra.
1367-től a Moldvai Fejedelemséghez tartozott, amely hol magyar, hol lengyel függés alatt állt. 1485-től egy része török, majd krími tatár megszállás alá került, részben a török vazallus Moldvához tartozott.
1812-ben Oroszország megszállta. Az 1856-os párizsi béke Moldvának ítélte a délnyugati Cahul és a déli Ismail megyéjét, melyeket az Orosz Birodalom 1878-ban szerzett vissza.
1918. január 24-én kikiáltották a Moldáviai Demokratikus Köztársaságot, de április 9-én Románia – a gyulafehérvárihoz hasonló chișinăui népgyűlés határozatára hivatkozva – megszállta, és december 20-án annektálta. Az antant 1919. március 5-én Romániának adta a területet, amit a versailles-i béke 1920. október 28-án megerősített.
A versailles-i békét el nem ismerő Szovjetunió 1924-ben a Dnyeszter folyó bal partján létrehozta a Moldvai Autonóm Szovjet Köztársaságot. Az 1939-es Molotov–Ribbentrop-paktum alapján 1940. június 28-án a Szovjetunió megszállta. Ezután Besszarábiát felosztották. Szovjetunióhoz került déli része (Odesszai területhez, megfosztva Moldáviát tengeri kijáratától), Budzsák (12,5 ezer km²), valamint a kettéosztott Moldvai Autonóm Köztársaság nyolc északkeleti járása (4,2 ezer km²) Baltával.
Közép-Besszarábia (29,6 ezer km²) és a Moldvai Autonóm Köztársaság partmenti felének (4,1 ezer km²) egyesítésével 1940. augusztus 2-án a 15. szovjet tagállamként létrejött a Moldávia Szovjet Szocialista Köztársaság (33 700 km², 2 468 000 lakossal). Bevezették a cirill ábécét, és mintegy 390 ezer románt (a lakosság 14,6%-át) elsősorban Kazahsztánba deportálták. A Szovjetunió elleni 1941-es támadás után a tengelyhatalmakhoz csatlakozó Románia visszaszerezte Besszarábiát, de az előrenyomuló szovjet Vörös Hadsereg 1944 augusztusában visszahódította, és az 1944. szeptember 12-i román–szovjet fegyverszünet alapján a Szovjetunióhoz került. Ezt szentesítette a második világháborút lezáró békeszerződés. 1991 óta nagyobb részben középütt Moldovához, kisebb részben északon és délen Ukrajnához tartozik.

## Magyarok Besszarábiában
A kettős honfoglalás elmélete szerint a 6. században élhettek itt magyarral rokon népek.
A honfoglalás korából megmaradt magyarság egy része a városokban asszimilálódott, másik részüket feltételezhetően teljesen elsöpörte a tatárjárás és a többi történelmi katasztrófa. Ha túlélték magyar közösségek e viszontagságokat, a középkorban kitelepített magyar gyepűőrökkel megerősödve önálló településeket hozhattak létre. Ilyen településekről már tudunk: legismertebb a mára mezővárossá vált Csöbörcsök (Ciuburciu), amely a Dnyeszter túlpartján található. Hasonlóképpen néhány város, mint Dnyeszterfehérvár (Bilhorod-Dnyisztrovszkij, románul: Cetatea Albă), Kilija, Orhei (Őrhely) és Kisinyov (Chișinău, Kisjenő) bírnak középkori magyar vonatkozásokkal.
Dnyeszterfehérvár erődjének kiépítésében a magyar királyok is fontos szerepet töltöttek be. Feltehetőleg már a török idők előtt is éltek a városban magyarok. Az egyik magyarországi kutató véleménye szerint például Dnyeszterfehérvárban az idősebbek között még találhattunk olyanokat az 1970-es években, akik törten beszéltek magyarul. [forrás?]
Történelmi város Kilija is a Duna-deltában (Ukrajnában), 1448-ban Hunyadi János megszerezte.
A nagy szegénység és elmaradottság következtében az elszigetelődés sokáig megőrizte Csöbörcsök magyar lakosságát. Zöld Péter a 18. század derekán ebben a Dnyeszter melletti faluban még magyarul beszélő lakosokat térített a katolikus hitre, a 20. század elején halt ki az utolsó magyarul tudó generáció. Ez idő tájt a tartomány erősen több nemzetiségű volt, magyarokon és románokon kívül éltek itt jelentős számban tatárok, bolgárok, ukránok, lengyelek és törökök is.
Az 1940-es szovjet népszámlálás Besszarábia Szovjetunióhoz került részén – Izmajil városban – 21 magyar lakost mutatott ki, a közeli Galilești faluban 7 magyar került bejegyzésre.
Csöbörcsök neve mára mítosszá vált: ez a legkeletibb magyar falu, amelyben teljes asszimiláció zajlott le, így csak néhány családnév – leginkább a temetőben – őrzi a legendákat.